# Royal Copenhagen

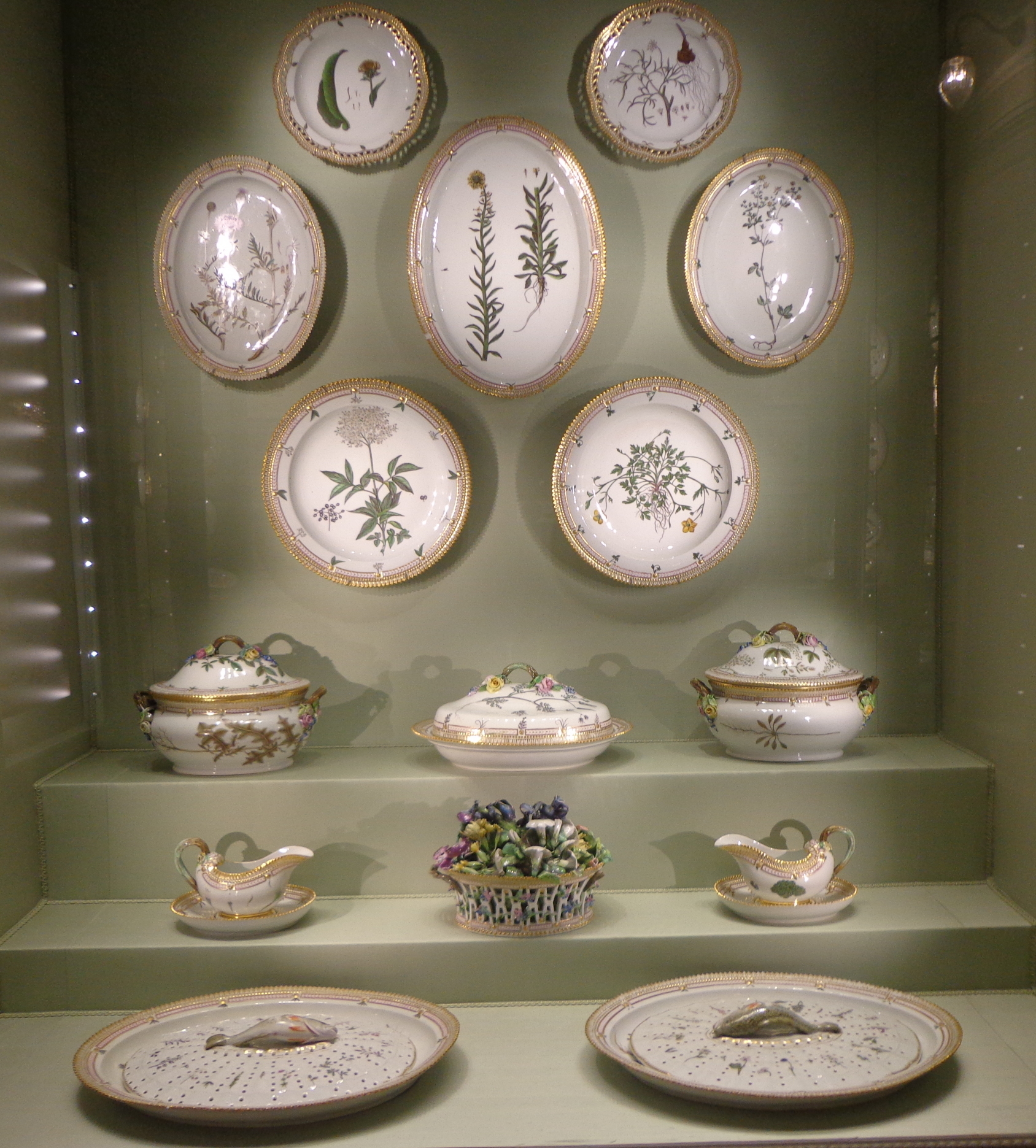
Pièces du service de table Flora Danica, palais de Christiansborg.

La Manufacture royale de porcelaine de Copenhague, aujourd'hui connue sous le nom de Royal Copenhagen, est une fabrique de porcelaine fondée en 1772 dans la capitale danoise.
Créée sous le patronage de la reine douairière Juliane-Marie de Brunswick, elle appartient à la compagnie finlandaise Fiskars depuis 2012.